# Sebastian Jessen
Sebastian Jessen (* 7. Juli 1986 in Søborg, Gladsaxe) ist ein dänischer Schauspieler und Synchronsprecher. 

## Leben
Jessen besuchte die Folkeskole Buddinge Skole im Kopenhagener Vorort Søborg. Am Anfang seiner Schauspielerkarriere wirkte er in verschiedenen Kinder- und Jugendfilmen mit, es folgten verschiedene Film- und Fernsehproduktionen. Als Synchronsprecher (Dänisch) leiht er seine Stimme v. a. Figuren in Animationsfilmen. Jessen leiht unter anderem seine Stimme auch der „dänischen“ Jessie in Hannah Montana.
Seit 2014 ist Sebastian Jessen Vater eines Sohnes, die Hochzeit mit der Mutter Karin folgte im April 2016. Sebastians jüngerer Bruder Andreas Jessen ist ebenfalls Schauspieler. 

## Filmografie (Auswahl)

### Film
- 1998: Albert und der große Rapollo (Albert)
- 1999: Kærlighed ved første hik
- 1999: Katja und der Falke (Falkehjerte)
- 2000: Blinkende Lichter (Blinkende lygter)
- 2000: Miracle – Ein Engel für Dennis P. (Mirakel)
- 2001: Anja und Viktor (Anja og Viktor – Kærlighed ved første hik 2)
- 2001: Olsenbande Junior (Olsen-banden Junior)
- 2002: Bertram & Co.
- 2003: Anja efter Viktor
- 2006: Supervoksen
- 2007; Rich Kids
- 2010: Smukke mennesker
- 2011: Dreng
- 2012: Love Is All You Need (Den skaldede frisør)
- 2013: 4Reality
- 2014: Insekt (Kurzfilm)
- 2014: The Stranger (Kurzfilm)
- 2017: Mens vi lever
- 2018: Von Liebe und Krieg (I Krig & Kærlighed)
- 2023: A Beautiful Life

### Fernsehserien
- 2002: Ras og Kathy
- 2003: Forsvar
- 2008: Album
- 2008–2009: 2900 Happiness
- 2011: Nordlicht – Mörder ohne Reue (Den som dræber)
- 2011: Borgen – Gefährliche Seilschaften (Borgen)
- 2011: Anstalten
- 2014–2015: Heartless
- 2015: Hedensted High

### Synchronisation
- 1997–2003: Disneys Große Pause (Frikvarter) als T.J. Detweiler
- 2000: Ein Königreich für ein Lama (The Emperor’s New Groove)
- 2000: Hilfe! Ich bin ein Fisch (Hjælp! Jeg er en fisk) als Svip
- 2001: Chihiros Reise ins Zauberland als Haku
- 2003: Peter Pan – Neverland
- 2003: Beyblade als  Kai Hiwatari
- 2006–2011: Hannah Montana als Jessie
- 2007: TMNT – Teenage Mutant Ninja Turtles
- 2008: Star Wars: The Clone Wars als Anakin Skywalker
- 2008: Naruto als Neji Hyuga
- 2008: Naruto als Kabuto Yakushi
- 2009: Caspers Gruselschule (Casper’s Scare School) als Theis
- 2011: Pop Pixie als Rex
- 2023: Ninjago Dragerne vågner als Arin